# Escut de Palma

Escut de Palma actual emprat per l'Ajuntament

L'escut de la ciutat de Palma és organitzat mitjançant la unió en un camper quarterat dels senyals municipal (el castell de l'Almudaina) i reial (els anomenats Quatre Pals). El seu blasonament, per tant, és el següent: escut quarterat: 1r i 4t quarters d'or, quatre pals de gules; 2n i 3r quarters d'atzur, un castell d'argent damunt ones i amb una palmera a dalt. L'escut està timbrat amb una corona reial nua amb una rata pinyada de sable (negra) amb les ales obertes.
La forma de l'escut és caironada (forma típica dels escuts municipals de soca catalana). La corona reial indica que fou capital del Regne de Mallorca. Els pals indiquen la vinculació a la dinastia catalana. El castell damunt ones representa un regne damunt la mar, representat pel castell reial de l'Almudaina de Palma. La palmera damunt el castell és un afegit humanista, fet al segle xv quan es relaciona la ciutat de Mallorca amb la Palma romana, es tracta doncs d'un símbol parlant. La rata pinyada és una evolució de l'empresa o divisa de la víbria o Drac Alat utilitzada com a cimera reial des de Pere el Cerimoniós i fins a Carles I, per tant, com a senyal de la casa reial aragonesa és redundant amb els Quatre Pals.

## Història
L'escut procedeix del segell atorgat per Jaume I als prohoms de Mallorca l'any 1269, concessió confirmada per Sanç I de Mallorca l'any 1312, que hi afegí el senyal reial i n'estengué l'ús a l'escut i a la bandera. Fins a la Guerra d'Ocupació o de Successió, l'escut fou el de la Universitat de la Ciutat i Regne de Mallorca, amb jurisdicció sobre tota l'illa, i després esdevingué el de la ciutat de Mallorca, ara anomenada Palma. Després de la concessió a la Universitat de la Ciutat i Regne de Mallorca per Martí l'Humà del privilegi d'usar la divisa reial de la vibra (modernament dita Drac Alat) com a cimera a la festa de l'Estendard (1407), els jurats d'aquesta institució usaren la divisa damunt el seu propi escut i aquesta combinació es troba usada durant el segle xvi. Identificada la cimera amb Jaume I i representada des del segle xvii com una rata pinyada, és un símbol present també als escuts de Barcelona, Fraga i València, d'alguna altra població, i de diverses institucions civils.
L'escut de Palma també s'ha emprat com a escut de la Diputació Provincial de les Balears, tant amb quatre pals com amb dos, de Mallorca i ara del Consell Insular de Mallorca, però, en aquest darrer cas amb diferències: l'escut del Consell Insular és caironat, es troba superposat al reial i del país, el dels Quatre Pals, i els pals coincideixen amb els dos del 1r i 4t quarter, mentre que als altres dos quarters no hi ha la palmera dalt del castell i la corona no és la reial sinó una de comtal. La superposició dels dos escuts i l'ús de la corona comtal és una imitació de l'actual escut de la Diputació Provincial de Barcelona. Pel que fa al nombre de pals als quarters primer i quart el més freqüent ha estat de quatre, encara que en algun període, com el segle xv, sovint n'hi ha hagut tres; actualment els quatre pals distingeixen l'escut de Palma del propi del Consell Insular de Mallorca, amb dos pals, a banda de la diferència de corona i en la cimera.
L'Ajuntament de Palma ha adaptat l'escut a la imatge corporativa. Aquest escut porta la Ratapinyada del mateix color que la corona, daurada, i canvia la bordura emprada a la segona meitat del segle XX per una de més senzilla, també daurada, però separada de la vora de l'escut. La corona no és tancada amb diademes.
| Escut i armes historiques                                                                                     | Variant de tres pals                                                 | Escut històric                                                                                                |
| Escut i armes historiques de Capital i la Universitat de la Ciutat i Regne de Mallorca usat fins al segle xiv | Escut i armes historiques usat fins al segle xiv (Tres pals variant) | Escut historic de Palma amb la Cimera Reial, la divisa reial de la víbria (Cimera de la Festa de l'Estendard) |